# José Théodore
José Nicolas Théodore (* 13. září 1976, Laval, Québec, Kanada) je bývalý kanadský hokejový brankář naposledy hrající v týmu Florida Panthers v severoamerické lize ledního hokeje (NHL). José v sezóně 2001-02 vyhrál prestižní cenu Hart Memorial Trophy (trofej pro nejužitečnějšího hráče NHL).

## Individuální úspěchy
- 1995 - Guy Lafleur Trophy (Hull Olympiques)
- 1995, 1996 - 2. QMJHL All-Star Team (Hull Olympiques)
- MSJ 1996 - All-Star Tým na MS juniorů (Kanada)
- MSJ 1996 - nejlepší brankář na MS juniorů (Kanada)
- NHL 2001/2002, NHL 2003/2004 - NHL All-Star Game (Montreal Canadiens)
- NHL 2001/2002 - Hart Memorial Trophy (Montreal Canadiens)
- NHL 2001/2002 - Vezina Trophy (Montreal Canadiens)
- NHL 2001/2002 - Roger Crozier Saving Grace Award (Montreal Canadiens)
- NHL 2001/2002 - 2. All-Star Team NHL (Montreal Canadiens)
- NHL 2009/2010 - Bill Masterton Memorial Trophy (Washington Capitals)

## Týmové úspěchy
- 1995 - President's Cup (QMJHL) (Hull Olympiques)
- MSJ 1996 - zlatá medaile na Mistrovství světa juniorů v ledním hokeji (Kanada)
- 2004 - Vítězství ve světovém poháru
- NHL 2009/2010 - Presidents' Trophy (Washington Capitals)

## Prvenství
- Debut v NHL - 21. února 1996 (Hartford Whalers proti Montreal Canadiens)
- První inkasovaný gól v NHL - 21. února 1996 (Hartford Whalers proti Montreal Canadiens, finským útočníkem Sami Kapanen)
- První vychytaná nula v NHL - 7. dubna 1999 (Montreal Canadiens proti Carolina Hurricanes)

## Statistiky

### Základní části
| Sezona       | Tým                   | Liga         | Z   | V   | P   | R  | Pvp | MIN    | OG    | ČK | POG  | %ChS |
| ------------ | --------------------- | ------------ | --- | --- | --- | -- | --- | ------ | ----- | -- | ---- | ---- |
| 1991–92      | Richelieu Riverains   | QAAA         | 24  | 9   | 13  | 2  | —   | 1440   | 96    | 0  | 3.99 | —    |
| 1992–93      | Saint-Jean Lynx       | QMJHL        | 34  | 12  | 16  | 2  | —   | 1775   | 111   | 0  | 3.78 | .871 |
| 1993–94      | Saint-Jean Lynx       | QMJHL        | 57  | 20  | 29  | 6  | —   | 3225   | 194   | 0  | 3.61 | .882 |
| 1994–95      | Saint-Jean Lynx       | QMJHL        | 14  | 5   | 8   | 1  | —   | 833    | 67    | 0  | 4.83 | .860 |
| 1994–95      | Hull Olympiques       | QMJHL        | 43  | 27  | 14  | 1  | —   | 2521   | 126   | 5  | 3.00 | .901 |
| 1995–96      | Hull Olympiques       | QMJHL        | 48  | 33  | 11  | 2  | —   | 2807   | 158   | 0  | 3.38 | .889 |
| 1995–96      | Montreal Canadiens    | NHL          | 1   | 0   | 0   | 0  | —   | 9      | 1     | 0  | 6.69 | .500 |
| 1996–97      | Montreal Canadiens    | NHL          | 16  | 5   | 6   | 2  | —   | 821    | 53    | 0  | 3.87 | .896 |
| 1996–97      | Fredericton Canadiens | AHL          | 26  | 12  | 12  | 0  | —   | 1469   | 87    | 0  | 3.55 | .898 |
| 1997–98      | Fredericton Canadiens | AHL          | 53  | 20  | 23  | 8  | —   | 3053   | 145   | 2  | 2.85 | .918 |
| 1997–98      | Montreal Canadiens    | NHL          | —   | —   | —   | —  | —   | —      | —     | —  | —    | —    |
| 1998–99      | Montreal Canadiens    | NHL          | 18  | 4   | 12  | 0  | —   | 913    | 50    | 1  | 3.29 | .877 |
| 1998–99      | Fredericton Canadiens | AHL          | 27  | 12  | 13  | 2  | —   | 1609   | 77    | 2  | 2.87 | .917 |
| 1999–00      | Montreal Canadiens    | NHL          | 30  | 12  | 13  | 2  | —   | 1655   | 58    | 5  | 2.10 | .919 |
| 2000–01      | Montreal Canadiens    | NHL          | 59  | 20  | 29  | 5  | —   | 3298   | 141   | 2  | 2.57 | .909 |
| 2000–01      | Quebec Citadelles     | AHL          | 3   | 3   | 0   | 0  | —   | 180    | 9     | 0  | 3.00 | .886 |
| 2001–02      | Montreal Canadiens    | NHL          | 67  | 30  | 24  | 10 | —   | 3864   | 136   | 7  | 2.11 | .931 |
| 2002–03      | Montreal Canadiens    | NHL          | 57  | 20  | 31  | 6  | —   | 3419   | 165   | 2  | 2.90 | .908 |
| 2003–04      | Montreal Canadiens    | NHL          | 67  | 33  | 28  | 5  | —   | 3961   | 150   | 6  | 2.27 | .919 |
| 2004–05      | Djurgårdens IF        | SEL          | 17  | —   | —   | —  | —   | 1024   | 42    | 0  | 2.46 | .917 |
| 2005–06      | Montreal Canadiens    | NHL          | 38  | 17  | 15  | —  | 5   | 2114   | 122   | 0  | 3.46 | .881 |
| 2005–06      | Colorado Avalanche    | NHL          | 5   | 1   | 3   | —  | 1   | 296    | 15    | 0  | 3.04 | .887 |
| 2006–07      | Colorado Avalanche    | NHL          | 33  | 13  | 15  | —  | 1   | 1748   | 95    | 0  | 3.26 | .891 |
| 2007–08      | Colorado Avalanche    | NHL          | 53  | 28  | 21  | —  | 3   | 3028   | 123   | 3  | 2.44 | .910 |
| 2007–08      | Lake Erie Monsters    | AHL          | 1   | 0   | 1   | —  | 0   | 59     | 3     | 0  | 3.02 | .875 |
| 2008–09      | Washington Capitals   | NHL          | 57  | 32  | 17  | —  | 5   | 3287   | 157   | 2  | 2.87 | .900 |
| 2009–10      | Washington Capitals   | NHL          | 47  | 30  | 7   | —  | 7   | 2586   | 121   | 1  | 2.81 | .911 |
| 2010–11      | Minnesota Wild        | NHL          | 32  | 15  | 11  | —  | 3   | 1793   | 81    | 1  | 2.71 | .916 |
| 2011–12      | Florida Panthers      | NHL          | 53  | 22  | 16  | —  | 11  | 3049   | 125   | 3  | 2.46 | .917 |
| 2012–13      | Florida Panthers      | NHL          | 15  | 4   | 6   | —  | 3   | 766    | 42    | 0  | 3.29 | .893 |
| Celkem v NHL | Celkem v NHL          | Celkem v NHL | 643 | 286 | 254 | 30 | 39  | 36,607 | 1,635 | 33 | 2.68 | .909 |

### Play-off
| Sezona       | Tým                   | Liga         | Z  | V  | P  | MIN   | OG  | ČK | POG  | %ChS |
| ------------ | --------------------- | ------------ | -- | -- | -- | ----- | --- | -- | ---- | ---- |
| 1991–92      | Richelieu Riverains   | QAAA         | 5  | 2  | 3  | 295   | 26  | 0  | 5.28 | —    |
| 1992–93      | Saint-Jean Lynx       | QMJHL        | 3  | 0  | 2  | 175   | 11  | 0  | 3.77 | .911 |
| 1993–94      | Saint-Jean Lynx       | QMJHL        | 5  | 1  | 4  | 296   | 18  | 0  | 3.65 | .910 |
| 1994–95      | Hull Olympiques       | QMJHL        | 21 | 15 | 6  | 1263  | 59  | 1  | 2.80 | .898 |
| 1994–95      | Hull Olympiques       | MC           | 3  | 0  | 3  | 150   | 13  | 0  | 5.20 | —    |
| 1995–96      | Hull Olympiques       | QMJHL        | 5  | 2  | 3  | 299   | 20  | 0  | 4.01 | .905 |
| 1996–97      | Montreal Canadiens    | NHL          | 2  | 1  | 1  | 168   | 7   | 0  | 2.51 | .935 |
| 1997–98      | Fredericton Canadiens | AHL          | 4  | 1  | 3  | 237   | 13  | 0  | 3.28 | .901 |
| 1997–98      | Montreal Canadiens    | NHL          | 3  | 0  | 1  | 120   | 1   | 0  | 0.50 | .971 |
| 1998–99      | Fredericton Canadiens | AHL          | 13 | 8  | 5  | 694   | 35  | 1  | 3.03 | .926 |
| 2001–02      | Montreal Canadiens    | NHL          | 12 | 6  | 6  | 686   | 35  | 0  | 3.06 | .915 |
| 2003–04      | Montreal Canadiens    | NHL          | 11 | 4  | 7  | 678   | 27  | 1  | 2.39 | .919 |
| 2004–05      | Djurgårdens IF        | SEL          | 12 | —  | —  | 728   | 27  | 0  | 2.23 | .922 |
| 2005–06      | Colorado Avalanche    | NHL          | 9  | 4  | 5  | 573   | 29  | 0  | 3.04 | .902 |
| 2007–08      | Colorado Avalanche    | NHL          | 10 | 4  | 6  | 514   | 27  | 0  | 3.15 | .906 |
| 2008–09      | Washington Capitals   | NHL          | 2  | 0  | 1  | 97    | 6   | 0  | 3.72 | .818 |
| 2009–10      | Washington Capitals   | NHL          | 2  | 0  | 1  | 81    | 5   | 0  | 3.70 | .875 |
| 2011–12      | Florida Panthers      | NHL          | 5  | 2  | 2  | 268   | 11  | 1  | 2.46 | .919 |
| Celkem v NHL | Celkem v NHL          | Celkem v NHL | 56 | 21 | 30 | 3,185 | 148 | 2  | 2.79 | .912 |

### Reprezentace
| Rok                       | Tým                       | Turnaj                    | Z | V | P | R | MIN | OG | ČK | POG  | Úsp% |
| ------------------------- | ------------------------- | ------------------------- | - | - | - | - | --- | -- | -- | ---- | ---- |
| 1996                      | Kanada 20                 | MSJ                       | 4 | 4 | 0 | 0 | 240 | 6  | 0  | 1.50 |      |
| 2000                      | Kanada                    | MS                        | 8 | 5 | 3 | 0 | 478 | 13 | 2  | 1.63 | .932 |
| 2004                      | Kanada                    | SP                        | — | — | — | — | —   | —  | —  | —    | —    |
| Seniorská kariéra celkově | Seniorská kariéra celkově | Seniorská kariéra celkově | 8 | 5 | 3 | 0 | 478 | 13 | 2  | 1.63 | .932 |